# Raoul Giraudo
Raoul Giraudo (Aix-en-Provence, 19 maggio 1932 – Cerizay, 26 ottobre 1995) è stato un calciatore francese, di ruolo difensore.
Vanta tre vittorie in Division 1, una Coupe de France, una Coppa Latina e due finali di Coppa dei Campioni entrambe perse contro il Real Madrid.

## Carriera

### Club

#### Stade de Reims
Dopo esser cresciuto nelle giovanili dell'FC Aix, squadra della sua città natale, Aix-en-Provence, nel 1950 viene acquistato dallo Stade de Reims. La società di Reims viene da un periodo nel quale ha centrato la vittoria in campionato (risalente al 1949) e la vittoria della Coppa nazionale (ottenuta nel 1950). Con i biancorossi gioca tre stagioni tra il 1950 e il 1952 senza ottenere successi, ma piazzamenti di rilievo in campionato quali un terzo, un quinto e un quarto posto. Nel 1953 lo Stade de Reims vince il suo secondo campionato: dopo 32 giornate la squadra è matematicamente campione davanti al Sochaux e al Bordeaux. Lo Stade de Reims ha dominato il campionato rimanendo in vetta nelle prime giornate per poi farsi superare dal Lille alla dodicesima giornata e tornare a dominare il girone di ritorno. Vincendo il titolo la squadra partecipa per la seconda volta nella sua storia alla Coppa Latina, conquistando il suo primo (e tutt'ora unico) trofeo internazionale grazie alla vittoria per 3-0 contro il Milan in finale. Nel 1954 lo Stade de Reims raggiunge il secondo posto beffato proprio dal Lille. I biancorossi si prendono la rivincita nella stagione seguente durante la quale vincono il torneo a due giornate dalla fine. La squadra entra nella storia: è la prima squadra francese a disputare un'edizione della Coppa dei Campioni, che in seguito diverrà la competizione europea più prestigiosa. Nel 1956 la squadra vive un torneo al di sotto delle aspettative, chiuso a centro classifica: si riprende nel campionato del 1957 giungendo alla terza piazza. In Coppa Campioni i francesi eliminano agevolmente i danesi dell'Aarhus (4-2), gli ungheresi del Budapesti Vörös Lobogó (8-6) e l'Hibernian (3-0) arrivando alla finale contro il Real Madrid: dopo 10 minuti i biancorossi sono in vantaggio per 2-0 ma, dopo essersi fatti riprendere nel primo tempo, passano nuovamente in vantaggio nel secondo 3-2, salvo farsi riagguantare e sorpassare negli ultimi venticinque minuti di gioco. Giraudo, schierato titolare in difesa conclude la sua prima esperienza europea. Nel 1958 Giraudo ottiene il suo terzo successo in Division 1, con tre giornate d'anticipo. La società di Reims torna in Europa dopo due stagioni. Ma la stagione di successi a Reims non si limita al campionato: in Coupe de France vengono eliminati Lione (2-0), CO Roubaix-Tourcoing (7-4), Lens (2-1) e il Nîmes Olympique in finale (3-1). Il Division 1 1958-59 è il primo campionato francese che prevede tre punti per la vittoria invece dei due degli anni precedenti. Il torneo è vinto dal Nizza. Lo Stade è quarto. In Coppa esce subito contro il Lione 3-1. Nell'edizione 1958-59 della Coppa Campioni lo Stade esclude dal torneo Ards (3-10), HPS (7-0), Standard Liegi (2-3) e Young Boys (1-3) raggiungendo la seconda finale in due edizioni: anche in questa l'avversario è il Real Madrid, finora vincitore di tutte le competizioni disputate. Questa volta gli spagnoli chiudono l'incontro sul 2-0. Giraudo disputa la sua seconda finale. Nel campionato 1959-60 i biancorossi vincono la Division 1 a due giornate dal termine ottenendo l'accesso alla Coppa dei Campioni. In Coppa di Francia lo Stade de Reims elimina Nîmes Olympique (3-2) e Sète (1-0) prima di incontrare il Monaco che lo esclude dalla competizione per 2-1.

#### 1960-1962: brevi esperienze e il ritiro
Nel 1960 Giraudo si trasferisce a Grenoble, per giocare con il Grenoble Foot 38, squadra neopromossa in Division 1. Dopo 38 settimane la squadra chiude al quart'ultimo posto della graduatoria e retrocede in Division 2.
Giraudo cambia nuovamente maglia andando a giocare con un'altra neopromossa in Division 1, il Sochaux. Anche quest'esperienza è per Giraudo sfortunata: a fine stagione i gialloblù, concludendo al diciottesimo posto, retrocedono in Division 2. In Coppa di Francia il Sochaux è eliminato proprio dallo Stade de Reims col punteggio di 1-0.
Questa è l'ultima stagione per Giraudo, che si ritira dal calcio professionistico.

## Palmarès

### Club
- Campionato francese: 3

Stade de Reims: 1948-1949, 1954-1955, 1957-1958
- Coppa di Francia: 1

Stade de Reims: 1957-1958
- Supercoppa francese: 2

Stade de Reims: 1955, 1958
- Coppa Latina: 1

Stade de Reims: 1953